# پلزن ۲۶۱۳
سیارک ۲۶۱۳ (به انگلیسی: 2613 Plzen، نامگذاری:1979QE) دو هزار و ششصد و سیزدهمین سیارک کشف شده‌است که در ۳۰ اوت ۱۹۷۹ کشف شد.
قدر مطلق سیارک برابر ۱۱٫۲۰ است.